# Uštica
Uštica är en ort i Kroatien.   Den ligger i länet Moslavina, i den östra delen av landet, 90 km sydost om huvudstaden Zagreb. Uštica ligger 92 meter över havet och antalet invånare är 176.
Terrängen runt Uštica är platt. Runt Uštica är det ganska tätbefolkat, med 54 invånare per kvadratkilometer. Närmaste större samhälle är Novska, 10,2 km nordost om Uštica. I omgivningarna runt Uštica växer i huvudsak blandskog.